# Oued Chenachan
L'oued Chenachan ou Chenachane est un cours d'eau à Adrar en Algérie.

## Histoire
Pierre Flye Sainte-Marie en 1904-1905 puis le capitaine Marcel Augiéras en 1913-1915 le parcourt.